# Sofie Pekár
Sofie Pekár (* 30. März 2003 in Böblingen) ist eine deutsche Jugenddarstellerin.

## Leben
Sofie Pekár besuchte bis zur mittleren Reife die Geschwister-Scholl-Schule in Hainhausen. Von 2016 bis 2019 nahm sie Unterricht an einer TASK Schauspielschule für Kinder und Jugendliche. Von 2019 bis 2022 besuchte sie die Gymnasiale Oberstufe in der Fachrichtung Gestaltungs- und Medientechnik an der August-Bebel-Schule in Offenbach am Main.

## Filmografie
(Quelle: )
- 2019: SMS Glücks Shorty – Die Ärztin. Hinter weissen Türen (Kurzfilm)
- 2019: Durch die Wildnis – Das Abenteuer deines Lebens (5. Staffel der Jugend-Doku-Serie)
- 2019: Die Möbelstückreise (Hörbuch)
- 2020: Die Wolf-Gäng (Kinofilm)
- 2021: Conny Krause (Fernsehserie, 1 Folge)
- 2021: Fidelity (TV-Werbung)